# Улица Индустрии
Улица Индустри́и — улица в жилом районе (микрорайоне) Уралмаш Орджоникидзевского административного района Екатеринбурга. На первых планах района обозначена как улица Индустриализации.

## Расположение и благоустройство
Улица Индустрии проходит с юго-запада на северо-восток между улицами 40-летия Октября и Стахановской. (после улицы Новаторов улица идёт с запада на восток) Улица начинается от Т-образного перекрёстка с улицей Кировградской и заканчивается у проспекта Космонавтов. Пересекается с улицами Калинина, Уральских Рабочих, Победы, Избирателей и Восстания. Слева на улицу выходят улицы Коммунистическая и Черноярская.

## Транспорт
Начиная с пересечения с улицей Калинина, автомобильное движение на всей протяжённости улицы двустороннее. От Кировградской до Калинина улица пешеходная.

### Наземный общественный транспорт
Движение наземного общественного транспорта по улице не осуществляется. Ближайшие остановки общественного транспорта: к началу улицы — «Орджоникидзе», «Индустрии», к середине улицы — «Индустрии (ул. Восстания)», к концу улицы — «Индустрии (Проспект Космонавтов».

### Ближайшие станции метро
В 600 метрах к югу от конца улицы находится станция 1-й линии Екатеринбургского метрополитена  Проспект Космонавтов. К началу улицы проведение линии метрополитена не запланировано, расстояние до ближайшей станции метро ( Уралмаш) оттуда — 1,5 км.